# George Lowther
George F. Lowther né le 9 avril 1913 et mort le 28 avril 1975 était écrivain, producteur et réalisateur d'émission de radio et de télévision américain. Durant les années 1940 il fut le scénariste du feuilleton radiophonique consacré à Superman. Il fut aussi l'auteur en 1942 du roman The Adventures of Superman inspiré du personnage de comics.

## Biographie
George F. Lowther naît le 9 avril 1913 à New York. Il commence très jeune à travailler pour la radio et écrit des épisodes pour les feuilletons Dick Tracy,Terry et les Pirates, The Adventures of Superman, Roy Rogers et Tom Mix. Plus tard il écrit, produit et réalise des épisodes de séries télévisées comme The United States Steel Hour et Armstrong Circle Theatre. Il écrit aussi des épisodes de The Edge of Night.
Lowther écrit aussi des romans pour la jeunesse. En 1963 il devient membre de la Famous Writers School.
De 1974 à 1975, il écrit 44 épisodes de la série CBS Radio Mystery Theater.
Il meurt le 28 avril 1975 à Westport dans le Connecticut.

## Filmographie

### Télévision

#### Comme producteur
- Matinee Theatre (producteur exécutif) (55 épisodes, 1955–1956)
- The Secret Storm (1954)
- Kraft Television Theatre (producteur exécutif) (50 épisodes, 1953–1954)
- The United States Steel Hour (producteur exécutif) (23 épisodes, 1953–1954)
- Armstrong Circle Theatre (producteur) (62 épisodes, 1950–1951)

#### Comme scénariste
- The Edge of Night (1956)
- "Matinee Theatre" (1955–1957)
  - "Nine-Finger Jack" (1957)
  - "Make-Believe Affair" (1957)
  - "We Won't Be Any Trouble" (1957)
  - "The House on Wildwood Lane" (1955)
- "True Story" (1957)
- "Star Tonight" épisode, "Will Power", en 1956
- "General Electric Theater" épisode, "O'Hoolihan and the Leprechaun", 1956
- "Climax!" épisode, "Flame-Out in T-6", 1956
- "The United States Steel Hour" épisode, "Freighter", 1955
- "Armstrong Circle Theatre" épisode, "The Bells of Cockaigne" 1953
- "Kraft Television Theatre" 1953
- "Captain Video and His Video Rangers"  4 épisodes en 1952
- "Tom Corbett, Space Cadet" 1950

#### Comme réalisateur
- A Christmas Carol (1943) (TV)

## Crédit d'auteurs
- (en) Cet article est partiellement ou en totalité issu de l’article de Wikipédia en anglais intitulé « George Lowther (writer) » (voir la liste des auteurs).